# Franckovice
Franckovice (německy Franzkowitz) jsou vesnice, bývalá obec, jejíž zástavba je zcela srostlá se zástavbou obce Racková, jejíž součástí Franckovice jsou.

## Historie
Franckovice vznikly roku 1793 parcelací dvora u Rackové. Od roku 1794 vedly Franckovice samostatnou pozemkovou knihu. V 50. a 60. letech 19. století byly součástí obce Franckovice šest kilometrů vzdálená holešovská předměstí Novosady a Plačkov.
Samotné Franckovice se skládaly ze tří urbanisticky zcela oddělených částí: dvou části vlastních Franckovic, těsně sousedící se zástavbou obce Racková (ulicovka podél cesty do Lechotic a zástavba nad rackovickou návsí za dnešní základní školou), a třetí části, jíž byla samota Strhanec, která měla status místní části obce. Roku 1899 vzniklo z části katastru Rackové samostatné katastrální území Franckovice. Katastr měl velice protáhlý a neobvyklý tvar: obě části vlastní franckovické zástavby byly spolu propojeny jen tenkým pruhem území tvořeným rackovickou záhumenní cestou. Franckovice ztratily samostatnost roku 1949, kdy byly připojeny k obci Racková a zároveň přišly o jakýkoliv formální status. Franckovický katastr byl zrušen roku 1950, kdy bylo jeho území připojeno ke katastru Rackové.